# 江西区厅站
江西區廳站（：／ Gangseo-gucheong yeok */?）是釜山地鐵3號線沿線的一座高架車站，位於韓國釜山廣域市江西區大渚1洞。

## 車站結構
站體為2面2線側式月台的高架車站，候車月台設有月台幕門，並有4處出口。
月台層位於5樓，是釜山地鐵所有車站中最高者。

### 月台配置
| 龜浦 ↑     |
| \| 上      |
| ↓ 體育公園 |

| 月台 | 路線               | 目的地                           |
| ---- | ------------------ | -------------------------------- |
| 上行 | ●釜山都市铁道3号线 | 龜浦、德川、美南、蓮山、水營方向 |
| 下行 | ●釜山都市铁道3号线 | 體育公園、大渚方向               |

## 歷史
- 2005年11月28日：落成啟用。

## 車站周邊
- 江西區廳
- 江西高校
- 大渚生態公園
- 釜山市農業技術中心
- 金海国际机场

## 圖片

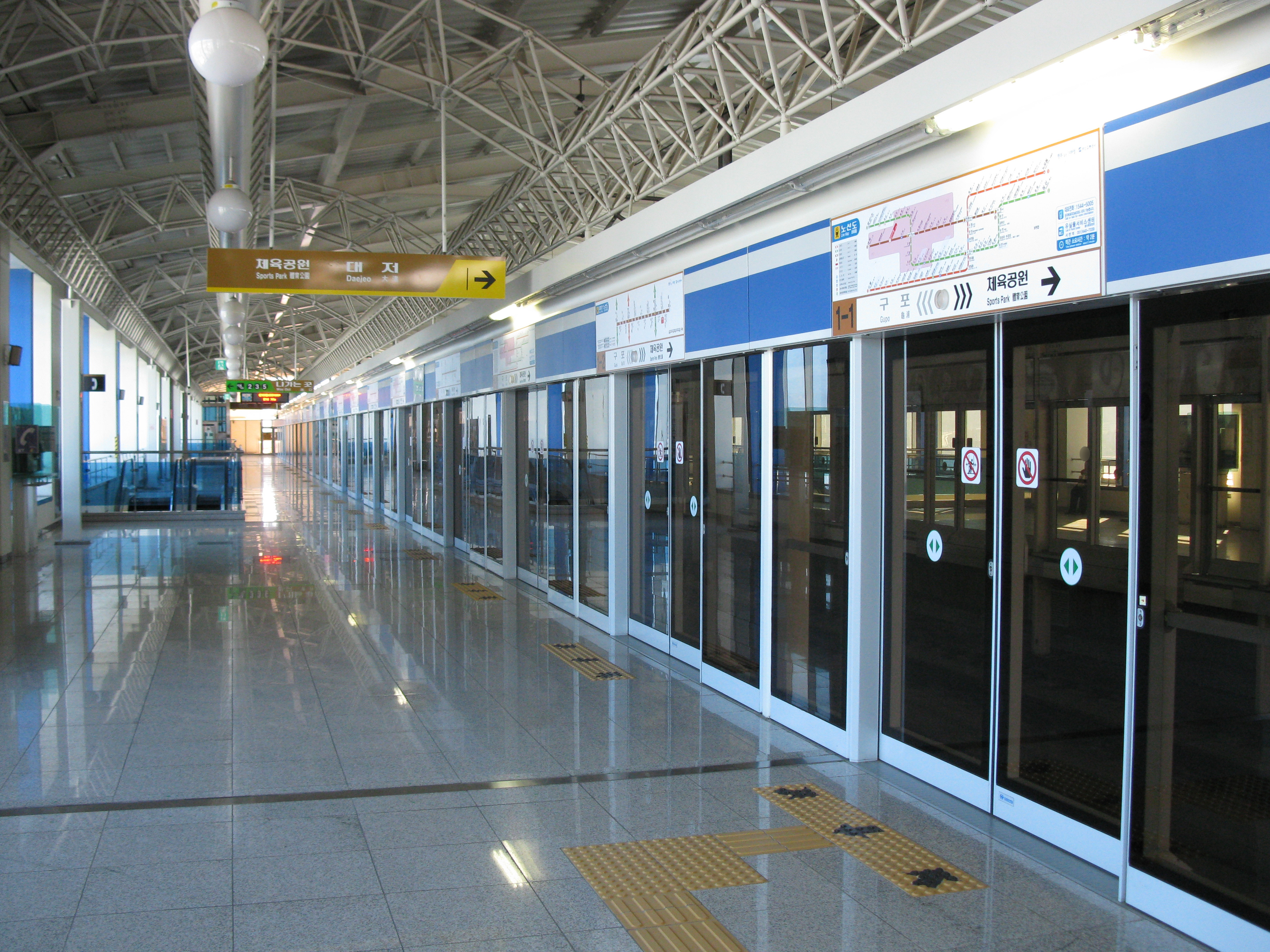
候車月台（往大渚方向）
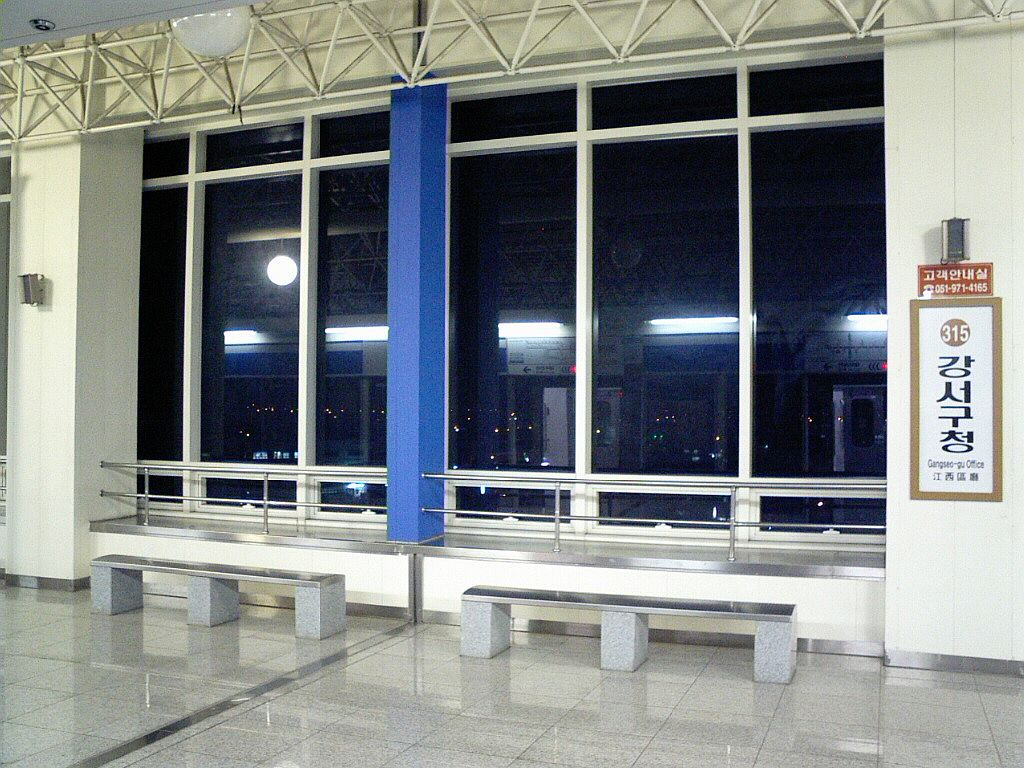
候車月台
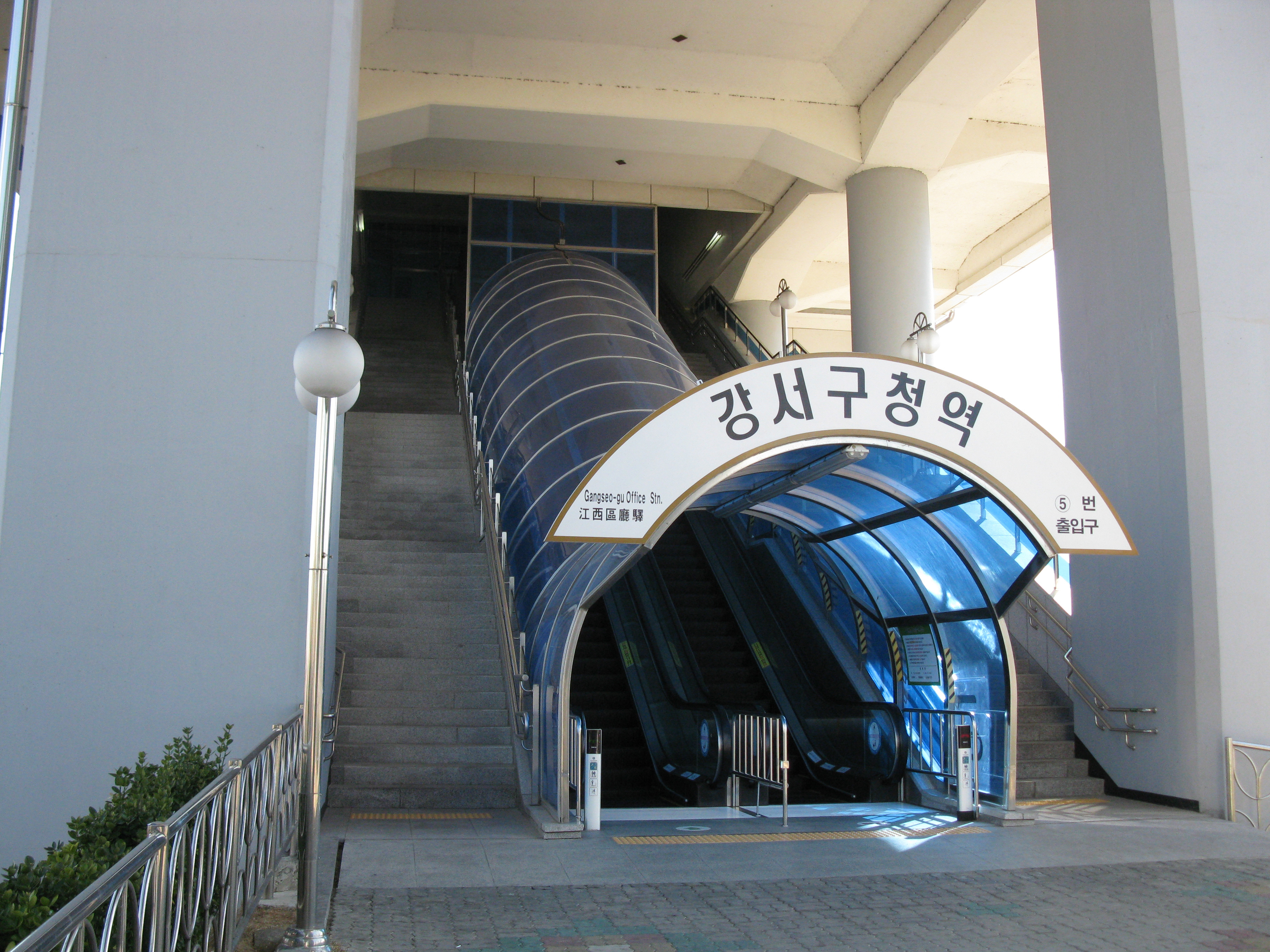
5號出口

## 相鄰車站
釜山交通公社
●釜山都市铁道3号线
龜浦（314）－江西區廳（315）－體育公園（316）